# USA vid världsmästerskapen i friidrott 2013
USA deltog vid världsmästerskapen i friidrott 2013 i Moskva, Ryssland, som ägde rum 10–18 augusti 2013. USA:s trupp består bland annat av nio regerande världsmästare från VM 2011 i Daegu, Sydkorea, och 20 olympiska guldmedaljörer från de olympiska sommarspelen 2012 i London, England.
Truppen består av en blandning av veteraner och nykomlingar inom världsidrotten. Tre idrottare är yngre än 20 år: 17-åriga Mary Cain (1500 m) samt Arman Hall (400 m) och Ajeé Wilson (800 m) som bägge är 19 år gamla..
Idrottare som deltar i VM och vill försvara sin vinst från VM 2011 i Daegu är:
Jason Richardson (110 m häck), Christian Taylor (tresteg), Jesse Williams (höjdhopp), Dwight Phillips (längdhopp), Trey Hardee (tiokamp), Carmelita Jeter (100 m), Jenny Simpson (1500 m), Lashinda Demus (400 m häck) och Brittney Reese (längdhopp).
Tillsammans med de regerande mästarna, blev fyra idrottare automatiskt kvalificerade till att delta i USA:s trupp genom vinster i respektive gren vid Diamond League 2012:
Charonda Williams (200 m), Dawn Harper (100 m häck), Chaunte Lowe (höjdhopp) och Reese Hoffa (kulstötning).
Mer än 20 idrottare innehar amerikanska inomhus- eller utomhusrekord, varav fem världsrekord:
Ashton Eaton (tio- och sjukamp), Aries Merritt (110 m häck), Jennifer Suhr (stavhopp, inomhus) samt Allyson Felix och Carmelita Jeter (4×100 m).

## Medaljörer
| Medalj | Tälande         | Gren       | Datum      |
| ------ | --------------- | ---------- | ---------- |
| Guld   | Brittney Reese  | Längdhopp  | 11 augusti |
| Guld   | Ashton Eaton    | Tiokamp    | 11 augusti |
| Guld   | David Oliver    | 110 m häck | 12 augusti |
| Silver | Justin Gatlin   | 100 m      | 11 augusti |
| Silver | Ryan Wilson     | 110 m häck | 12 augusti |
| Brons  | Carmelita Jeter | 100 m      | 12 augusti |

### Webbkällor
- United States – 14th IAAF World Championships på iaaf.org
- Uttagna idrottare på usatf.org